# Internationaler Tag der Menstruationshygiene
Der internationale Tag der Menstruationshygiene (englisch Menstrual Hygiene Day), auch Weltmenstruationstag, wurde 2014 lanciert und findet seither jedes Jahr am 28. Mai statt. Durch die öffentliche Wahrnehmung von Menstruation mitsamt den jeweiligen, global sehr unterschiedlichen Bedingungen soll der Aktionstag zu Entstigmatisierung beitragen und über Monatshygiene aufklären.

## Hintergründe
Periodenarmut („period poverty“) stellt ein globales, alle Länder betreffendes Problem dar, in dem Stigma und Tabu zusammentreffen. Nach Schätzungen der Vereinten Nationen waren im Jahr 2017 weltweit 1,9 Milliarden Frauen im Menstruationsalter mit durchschnittlich 65 Tagen Regelblutung im Jahr. Das sind etwa 26 Prozent der Weltbevölkerung. Von ihnen haben schätzungsweise 500 Millionen während ihrer Menstruation keinen Zugang zu Menstruationsprodukten oder können sie sich nicht leisten. In Ländern wie Äthiopien, Uganda, Niger und Kenia müssen bis zu 70 Prozent der Frauen und Mädchen darüber hinaus noch ohne ausreichenden Zugang zu sauberem Wasser und medizinischer Versorgung zurechtkommen. Nepalesinnen sind während der Menstruation vielfach nach wie vor, trotz veränderter Gesetzeslage, der Isolierung ausgesetzt.
In der Menstruationsforschung wird das sogenannte Menstrual Hygiene Management (MHM) auch in Hinblick auf „Hygienisierung und Kommerzialisierung der Menstruationsblutung“ kritisch betrachtet. Menstruationskapitalismus („menstrual capitalism“) wurde im unmittelbaren Zusammenhang mit Periodenarmut als solcher benannt.

## Namensgebung
Die Benennung des jährlichen Aktionstages wurde vor seiner Einführung international diskutiert. In Schweden gab es Vorbehalte gegen die von den Initiatoren propagierte Bezeichnung Internationaler Tag der Menstruationshygiene / International Menstrual Hygiene Day: Bei der Zweijahrestagung der Society for Menstrual Cycle Research (SMCR) im Juni 2013 seien Forscherinnen und Aktivistinnen, so überliefert es die beteiligte Soziologin Josefin Persdotter, dem Grundgedanken sehr aufgeschlossen, dem angedachten Namen „mehr als zögerlich“ begegnet – die prioritäre Verknüpfung von Menstruation mit „Hygiene“ (somit auch mit „Schmutz“) habe zu diesem Zeitpunkt in der kritischen Menstruationsforschung bereits seit längerem als problematisch und folgenreich gegolten. Die schwedischen Partner entschlossen sich, den Bestandteil „Hygiene“ aus dem Namen zu streichen; sie installierten den 28. Mai als internationella mensdagen / International Menstruation Day.
Während das Datum des Aktionstages seit 2014 zu einer fixen Größe geworden ist, kam es bei der Benennung zu Modifikationen. Fünf Jahre nach Einsetzung des Tages hieß es in der feministischen Zeitschrift Ms.: „Happy Menstrual Hygiene Day! We’re renaming it Menstrual Equity Day“ (dt. sinngemäß: „Tag der Menstruationsgerechtigkeit“).

## Ausgangslage, Initiatoren und Ziele

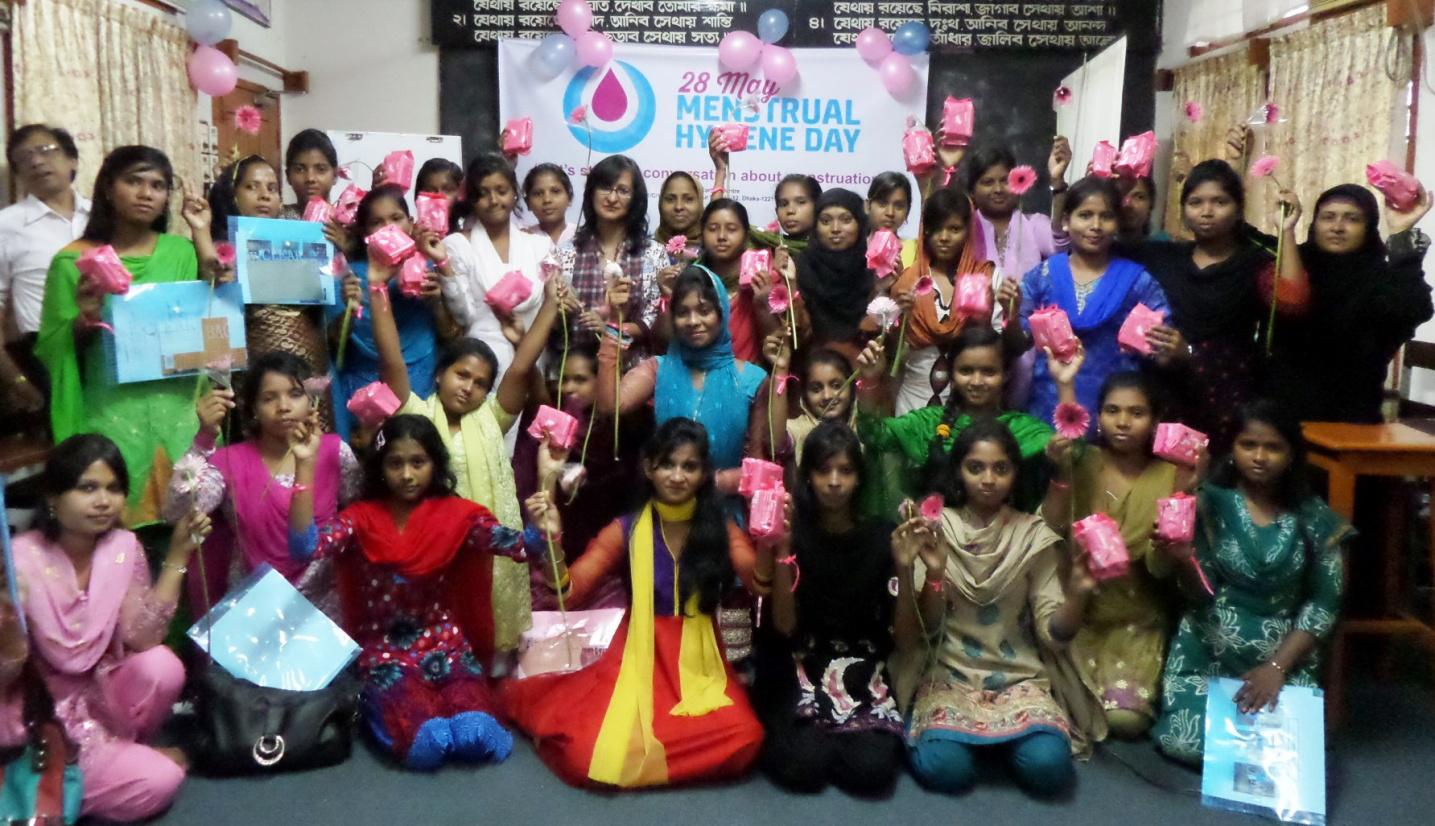
Feier zum Menstrual Hygiene Day in Bangladesch, 2015

Obwohl Bestandteil der Menschenrechte auf sauberes Trinkwasser und Sanitärversorgung, wurde die Menstruationshygiene lange Zeit als Tabuthema behandelt und in der humanitären Entwicklungszusammenarbeit ignoriert. Im Jahr 2011 wurden Entwicklungsziele für das neue Jahrtausend bei einer internationalen Konferenz des WASH-Sektors diskutiert und in Verbindung mit Menstruation thematisiert. In der Folge schrieben WHO und UNICEF die Aufgabe fest, es allen Frauen und Mädchen zu ermöglichen, mit ihrer Periode „hygienisch, sicher und würdevoll“ („hygienically, in safety, and with dignity“) zu leben.
„Eine wichtige Rolle“ beim Unterfangen, Aufmerksamkeit und Engagement („advocacy“) für die Thematik zu fördern, habe auch, so eine Einschätzung aus heutiger Sicht, die Ausrufung eines jährlichen Aktionstages gespielt. Dieser wurde 2014 zum ersten Mal in konzertierter Form begangen, damals unter dem Motto „Let's start the conversation about menstruation“ (deutsch: „Lasst uns das Gespräch über Menstruation beginnen“). Einer der späteren Schwerpunkte lautete „Empowerment“. Der Tag soll gemeinnützige Organisationen, Regierungsbehörden, die Privatwirtschaft, Einzelpersonen und die Medien zusammenbringen, um das Konzept des „Menstrual Hygiene Management (MHM)“ zu fördern. Die Festlegung auf den 28. Mai steht im Zusammenhang mit dem Menstruationszyklus, der im Durchschnitt 28 Tage umfasst und eine Menstruationsdauer von etwa fünf Tagen pro Monat hat.
WASH United ist gemäß Selbstdarstellung „eine [...] Kreuzung aus interessensspezifischer Nichtregierungsorganisation und Kreativagentur“ („a [...] crossbreed between an advocacy NGO and a creative agency“). Das Unternehmen mit Rechtsform gGmbH begründete den Weltmenstruationstag als „Menstrual Hygiene Day“ und koordiniert seit 2014 einen Teil der weltweit zum 28. Mai durchgeführten Aktionen. Es ist Mitglied im WASH-Netzwerk, einem Verbund aus 29 Nichtregierungsorganisationen (Stand 2023), der sich nach eigenen Angaben für die Umsetzung der Menschenrechte und globale Nachhaltigkeitsziele im Bereich Wasser-, Sanitärversorgung und Hygiene einsetzt. WASH United unterstützt Partnerorganisationen vor Ort mit Bildungsprogrammen und Kampagnen zur Menstruationsgesundheit und -hygiene. Diese sollen die Menstruation als natürlichen Vorgang des Körpers enttabuisieren und das Selbstbewusstsein von Frauen und Mädchen bestärken. Im Jahr 2022 beteiligten sich, so die Koordinatoren, weltweit mehr als 900 Organisationen, größtenteils NGOs aus Subsahara-Afrika und Indien.
Die weltweite Unterversorgung weist auf ein enormes wirtschaftliches Wachstumspotenzial für Menstruationshygieneartikel (MHA) hin. Das kann im Zusammenhang mit dem Engagement von Konsumgüter-Konzernen des globalen Norden – in der Entwicklungszusammenarbeit generell und beim gegenständlichen Aktionstag im Speziellen – kritisch betrachtet werden. Als Hauptsponsoren präsentiert die Kampagnenwebsite Procter & Gamble und Kimberly-Clark.
Ausreichende Menstruationshygiene ist ein wichtiger Aspekt, um die Gesundheitsversorgung in Ländern mit mittleren und niedrigen Einkommen zu verbessern. In vielen Gesellschaften und Kulturen ist die Menstruation ein mit Schamgefühlen besetztes Tabuthema, das von Stigmatisierung, Diskriminierung und Menstruationsshaming begleitet wird. Mehr als der Hälfte aller Mädchen in Entwicklungsländern, insbesondere in ländlichen Gegenden, fehlen die Voraussetzungen und Hilfsmittel für eine angemessene Menstruationshygiene. Menstruierende Mädchen nehmen dort weniger am Unterricht teil, was sich negativ auf ihre Bildung und die Geschlechtergleichstellung auswirkt. Periodenprodukte aus minderwertigem Material erhöhen das Risiko von urogenitalen Infektionen, einschließlich der bakteriellen Vaginose. Auch in Industrieländern können Faktoren wie mangelhafte Aufklärung, Vorurteile, Kosten und Sicherheitsbedenken eine unzureichende Menstruationshygiene zur Folge haben. Eine Umfrage des österreichischen Info-Portals Erdbeerwoche unter 1100 Jugendlichen zeigte erheblichen Aufklärungsbedarf. Mehr als die Hälfte der Mädchen hatte noch nie vom Toxischen Schocksyndrom (TSS) gehört und wusste nicht, wann ein Tampon spätestens gewechselt werden muss. 83 Prozent warfen Monatshygieneprodukte nach Gebrauch in die Toilette.
Der Menstruationshygienetag bezieht sich auf alle Menschen, die menstruieren. Die Organisatoren erkennen nach eigenen Angaben an, dass sich nicht alle menstruierenden Menschen als Frauen identifizieren, beziehen sich in ihrer Arbeit aber meist explizit auf Frauen und Mädchen.

## Aktionen (Auswahl)
Neben den von Wash United konzipierten und koordinierten Veranstaltungen gab und gibt es autonom Eingebrachtes. Gleich zum ersten Weltmenstruationstag unterstützte die Society for Menstrual Cycle Research (SMCR) einen Gesetzesentwurf der New Yorker Kongressabgeordneten Carolyn B. Maloney und forderte unabhängige Forschung zu den Gesundheitsrisiken von Bestandteilen und Zusatzstoffen von Standard-Menstruationshygieneartikeln sowie Datenerhebung und -analyse zum Toxischen Schocksyndrom im Zusammenhang mit der Anwendung von Tampons.
Mit einer Veranstaltung der Origo-Grundschule in Rehoboth (Namibia) zum Menstrual Health and Hygiene Day wurde ein integriertes Schulgesundheitsprogramm gestartet, das gesundheitsbedingte Lernhindernisse an Grund- und weiterführenden Schulen beseitigen soll. In Namibia ist dies von besonderer Bedeutung, da bis zu 18 Prozent der Schülerinnen und Schüler aufgrund von Menstruationsproblemen zwischen zwei und fünf Tagen pro Monat in der Schule fehlen. Darüber hinaus wurde die Namibian Coalition for Menstrual Health and Hygiene Management ins Leben gerufen, eine digitale Plattform zur Koordination verschiedener Akteure im Bereich Menstruationsgesundheit und -hygienemanagement.
In den kanadischen Städten Mississauga und Brampton wurden am 28. Mai 2021 Uhrentürme rot beleuchtet, um Organisationen auf der ganzen Welt zu feiern, die das Bewusstsein für Menstruationsgesundheit schärfen, und um „alle Regierungsebenen davon zu überzeugen, Menstruationsgesundheit zu einer politischen Priorität zu machen.“ Auch die Niagarafälle wurden zu Ehren des Menstrual Health Day rot angestrahlt sowie ikonische Denkmäler und Gebäude in Toronto, Calgary und Vancouver.

## Rezeption
Nepal beteiligte sich erstmals 2017 am International Menstruation Hygiene Day unter dem Motto „Menstruation is my power and my pride“ (deutsch: „Menstruation ist meine Kraft und mein Stolz“). Von einer Fahrraddemo, die ein lokaler Verein organisiert hatte, stammt ein Motiv aus der Fotoreportage Transforming Menstrual Restrictions In Nepal von Maria Contreras Coll. Auszüge aus der Reportage, darunter zwei unterschiedliche Bilder vom Weltmenstruationstag in Kathmandu 2017, wurden später in der Washington Post und in der WOZ veröffentlicht. Im selben Jahr erschien Periods Gone Public: Taking a Stand for Menstrual Equity von Jennifer Weiss-Wolf. Darin bezeichnete die US-amerikanische Autorin den Aktionstag als „grand umbrella“ (als „großen Schirm“), unter dem die unterschiedlichen Komponenten im vorhandenen „momentum“ („Schwung“) zusammengekommen seien: Der International Menstruation Hygiene Day habe den aufkommenden Aktivismus und die breitere Bewegung für „menstrual access“ (sinngemäß: Zugang zu mit der Menses verbundenen Ressourcen) miteinander verknüpft.
Im Jahr 2018 veröffentlichten WaterAid und UNICEF „aus Anlass des Weltmenstruationstags am 28. Mai“ einen Bericht über die Situation in Südasien und skizzierten unterschiedliche Mängellagen und Einschränkungen. Positiv hervorgehoben wurde, dass „mehr Schulen Informationen über die Menstruation im Lehrplan“ hätten.
Das Human Reproduction Programme (HRP) der Weltgesundheitsorganisation nutzte den Aktionstag im Jahr 2021 u. a. zur Unterstützung einer „neuen Definition“ von Menstrual Health in Abstimmung mit der WHO-Definition von Gesundheit: Die Weltgesundheitsorganisation betrachtet Menstrual Health demnach als eine Frage der öffentlichen Gesundheit, der Menschenrechte und der Gleichstellung der Geschlechter, die im Rahmen einer Lebensverlaufsperspektive angegangen werden muss. Es gehe nicht nur um „Hygiene“ anlässlich der monatlichen Periode, sondern um mehrere Dimensionen, biologisch, gesellschaftlich und mental. Zum Weltmenstruationstag 2023 wies die WHO auf ein Symposium der seit 2018 aktiven African Coalition for Menstrual Health Management hin – unter dem Titel Achieving Menstrual Justice through a Grassroots and Multisectoral Approach steht das Erreichen von Menstruationsgerechtigkeit durch unterschiedliche Ansätze, namentlich basisdemokratisch (per „Graswurzelbewegung“) sowie multisektoral, zur Debatte.

### Resonanz in der Politik
In Frankreich präsentierte Marlène Schiappa, Staatssekretärin für Gleichstellung der Geschlechter, anlässlich der „journée mondiale de l’hygiène menstruelle“ 2019 eine Strategie zur Bekämpfung der „précarité menstruelle“ (Periodenarmut).
Die Abgeordnete zum US-Repräsentantenhaus (Demokratische Partei) Grace Meng brachte zum Weltmenstruationstag 2021 einen Menstrual Equity for All Act ein.
Die Bundestagsabgeordnete der Grünen Beate Walter-Rosenheimer zitierte zum internationalen Tag der Menstruationshygiene 2022 einen Bericht, der besagt, dass 23 Prozent der Frauen und Mädchen die Kosten für ihre Periode als Belastung empfinden. Sie stuft eine finanzielle Belastung von hochgerechnet 7000 bis über 20.000 Euro im Laufe eines Lebens als ungerecht ein und fordert daher staatliche Unterstützung. Im Jahr 2023 berichtete Luise Amtsberg, in der deutschen Bundesregierung Beauftragte für Menschenrechtspolitik und Humanitäre Hilfe (Auswärtiges Amt), anlässlich des Weltmenstruationstages, Deutschland habe gemeinsam mit Spanien erreicht, dass „das Thema Menstruationshygiene“ in die UN-Resolution zu den Rechten auf sauberes Wasser und Sanitärversorgung „aufgenommen wird“. Man arbeite eng mit „zivilgesellschaftlichen Partnern vor Ort“ zusammen: „Dabei ist es im Sinne einer feministischen Außenpolitik wichtig“, so Amtsberg, „gezielt Frauen und marginalisierte Gruppen bei Entscheidungen über die Verteilung von Geldern und Ressourcen von Anfang an einzubinden.“